# Holiša
Holiša, ungarisch Ipolygalsa (slowakisch bis 1948 „Galša“; ungarisch bis 1907 Galsa) ist eine Gemeinde im Süden der Slowakei mit 671 Einwohnern (Stand 31. Dezember 2024). Sie gehört zum Okres Lučenec, einem Kreis des Banskobystrický kraj, und ist zugleich Teil der traditionellen Landschaft Novohrad.

## Geografie

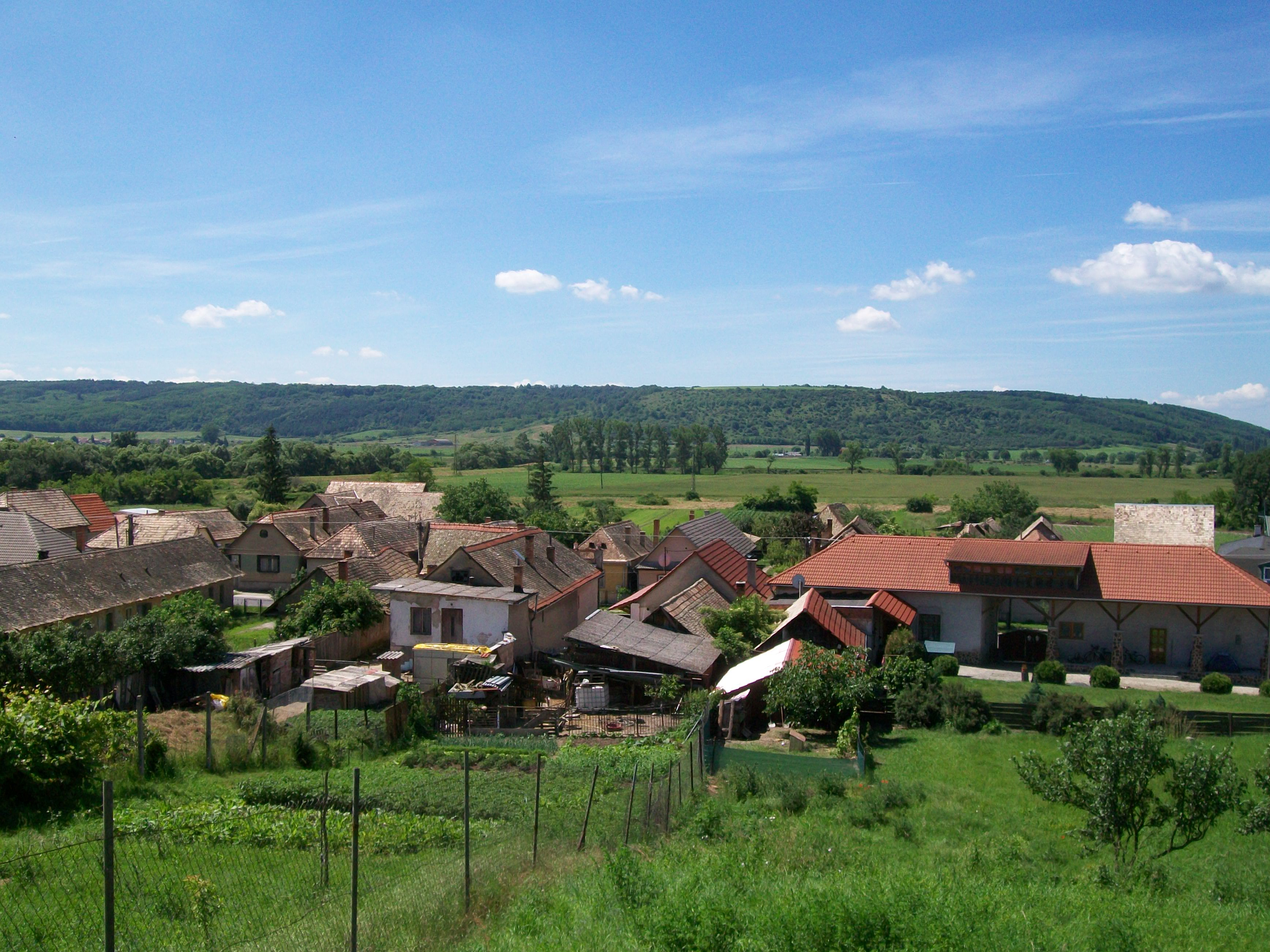
Ansicht von Holiša

Die Gemeinde befindet sich im südöstlichen Teil des Talkessels Lučenská kotlina, einer Untereinheit der Juhoslovenská kotlina, am rechten Ufer des Ipeľ unweit der Mündung des Flüsschens Suchá in den Fluss. Das Ortszentrum liegt auf einer Höhe von 191 m n.m. und ist neun Kilometer von Lučenec entfernt.
Nachbargemeinden sind Boľkovce im Norden, Nitra nad Ipľom im Osten, Fiľakovské Kováče im Süden, Trebeľovce im Südwesten und Lučenec im Westen.

## Geschichte

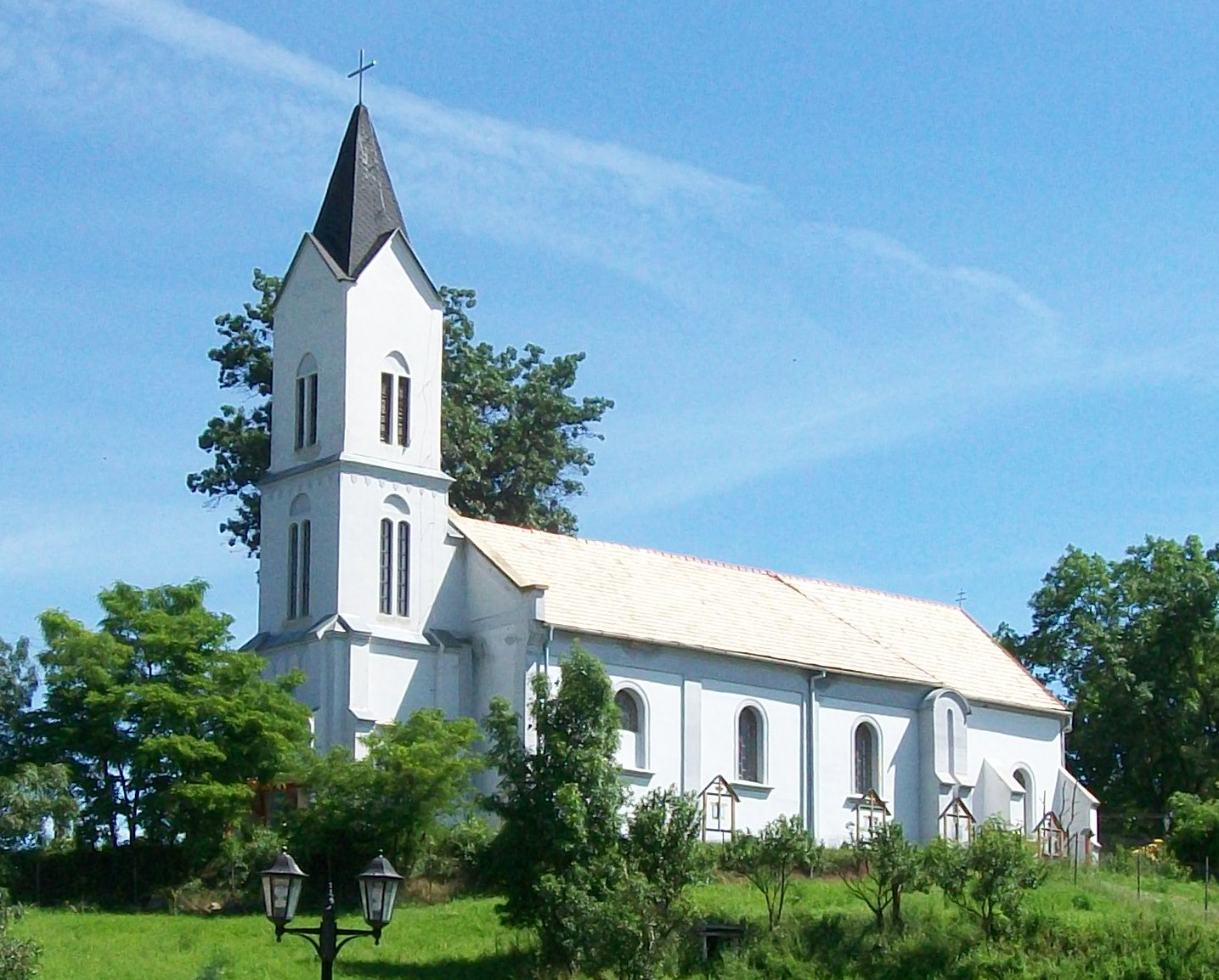
Kirche im Ort

Auf dem Gemeindegebiet von Holiša gab es eine Siedlung der Piliny-Kultur der mittleren und späten Bronzezeit sowie eine Grabstätte der Urnenfelderkultur.
Holiša wurde zum ersten Mal 1246 als Galsa schriftlich erwähnt und war damals Besitz der Familie Lossonczy. Zwischen 1554 und 1594 stand das Gebiet unter türkischer Besetzung, danach besaßen die Familien Forgách, Koháry und Coburg die Ortsgüter. 1828 zählte man 56 Häuser und 553 Einwohner, die als Landwirte beschäftigt waren.
Bis 1918/1919 gehörte der im Komitat Neograd liegende Ort zum Königreich Ungarn und kam danach zur Tschechoslowakei beziehungsweise heute Slowakei. Auf Grund des Ersten Wiener Schiedsspruchs lag er von 1938 bis 1945 noch einmal in Ungarn.

## Bevölkerung
| Jahr                | 1994 | 2004     | 2014    | 2024    |
| ------------------- | ---- | -------- | ------- | ------- |
| Anzahl der Personen | 514  | 626      | 672     | 671     |
| Unterschied         |      | +21,78 % | +7,34 % | −0,14 % |

| Jahr                | 2023 | 2024    |
| ------------------- | ---- | ------- |
| Anzahl der Personen | 649  | 671     |
| Unterschied         |      | +3,38 % |

Gemäß der Volkszählung 2011 wohnten in Holiša 689 Einwohner, davon 317 Magyaren, 313 Slowaken, 14 Roma, vier Ukrainer, zwei Tschechen und ein Pole. 38 Einwohner machten keine Angabe zur Ethnie.
522 Einwohner bekannten sich zur römisch-katholischen Kirche, 19 Einwohner zur Evangelischen Kirche A. B., 10 Einwohner zur reformierten Kirche, sieben Einwohner zu den Zeugen Jehovas, fünf Einwohner zur evangelisch-methodistischen Kirche sowie jeweils ein Einwohner zur Christlichen Gemeinde und zur griechisch-katholischen Kirche. 42 Einwohner waren konfessionslos und bei 82 Einwohnern wurde die Konfession nicht ermittelt.

## Bauwerke und Denkmäler
- römisch-katholische Kirche Mariä Geburt, eine ursprünglich romanische Kirche, seither mehrmals umgebaut[6]

## Verkehr
In Holiša gibt es eine Haltestelle an der Bahnstrecke Salgótarján–Vrútky (Teilstrecke Fiľakovo–Zvolen). Durch den Ort verläuft die Straße 3. Ordnung 2668, die südlich des Ortes an die Straße 1. Ordnung 71 angeschlossen ist.